# Soulaucourt-sur-Mouzon
Soulaucourt-sur-Mouzon est une commune française située dans le département de la Haute-Marne, en région Grand Est.

## Géographie

### Hydrographie
La commune est dans le bassin versant de la Meuse au sein du bassin Rhin-Meuse. Elle est drainée par le Mouzon, le ruisseau de Grandru et le ruisseau de la Prairie,.
Le Mouzon, d'une longueur de 63,3 km, prend sa source dans la commune de Serocourt et se jette  dans la Meuse à Neufchâteau, après avoir traversé 21 communes. Les caractéristiques hydrologiques du Mouzon sont données par la station hydrologique située sur la commune de Sommerécourt. Le débit moyen mensuel est de 2,05 m3/s. Le débit moyen journalier maximum est de 60,6 m3/s, atteint lors de la crue du 30 décembre 2001. Le débit instantané maximal est quant à lui de 134 m3/s, atteint le même jour.

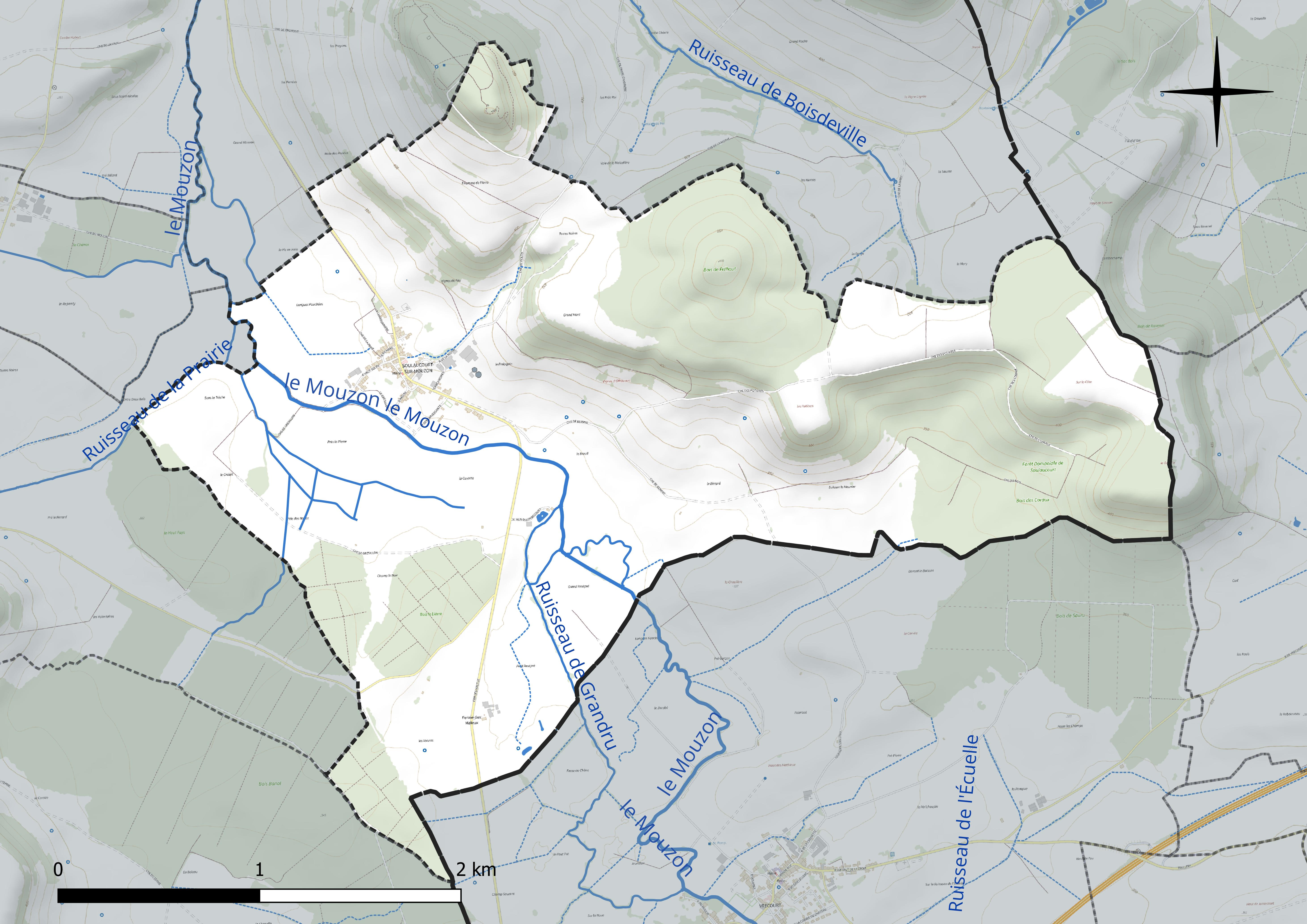
Réseau hydrographique de Soulaucourt-sur-Mouzon.

### Climat
Pour des articles plus généraux, voir Climat du Grand Est et Climat de la Haute-Marne.
En 2010, le climat de la commune est de type climat de montagne, selon une étude du Centre national de la recherche scientifique s'appuyant sur une série de données couvrant la période 1971-2000. En 2020, Météo-France publie une typologie des climats de la France métropolitaine dans laquelle la commune est exposée à un climat océanique altéré et est dans la région climatique  Lorraine, plateau de Langres, Morvan, caractérisée par un hiver rude (1,5 °C), des vents modérés et des brouillards fréquents en automne et hiver. 
Pour la période 1971-2000, la température annuelle moyenne est de 9,4 °C, avec une amplitude thermique annuelle de 16,8 °C. Le cumul annuel moyen de précipitations est de 990 mm, avec 13,3 jours de précipitations en janvier et 9,4 jours en juillet. Pour la période 1991-2020, la température moyenne annuelle observée sur la station météorologique de Météo-France la plus proche, « St Ouen-les-parey_sapc », sur la commune de Saint-Ouen-lès-Parey à 7 km à vol d'oiseau, est de 10,0 °C et le cumul annuel moyen de précipitations est de 806,8 mm. 
La température maximale relevée sur cette station est de 39,4 °C, atteinte le 25 juillet 2019 ; la température minimale est de −22 °C, atteinte le 20 décembre 2009,,. 
Les paramètres climatiques de la commune ont été estimés pour le milieu du siècle (2041-2070) selon différents scénarios d'émission de gaz à effet de serre à partir des nouvelles projections climatiques de référence DRIAS-2020. Ils sont consultables sur un site dédié publié par Météo-France en novembre 2022.

## Urbanisme

### Typologie
Au 1er janvier 2024, Soulaucourt-sur-Mouzon est catégorisée commune rurale à habitat dispersé, selon la nouvelle grille communale de densité à sept niveaux définie par l'Insee en 2022.
Elle est située hors unité urbaine et hors attraction des villes,.

### Occupation des sols
L'occupation des sols de la commune, telle qu'elle ressort de la base de données européenne d’occupation biophysique des sols Corine Land Cover (CLC), est marquée par l'importance des territoires agricoles (59,7 % en 2018), en diminution par rapport à 1990 (62,2 %). La répartition détaillée en 2018 est la suivante : 
prairies (53,7 %), forêts (37,4 %), terres arables (3,8 %), zones urbanisées (2,9 %), zones agricoles hétérogènes (2,2 %). L'évolution de l’occupation des sols de la commune et de ses infrastructures peut être observée sur les différentes représentations cartographiques du territoire : la carte de Cassini (XVIIIe siècle), la carte d'état-major (1820-1866) et les cartes ou photos aériennes de l'IGN pour la période actuelle (1950 à aujourd'hui).

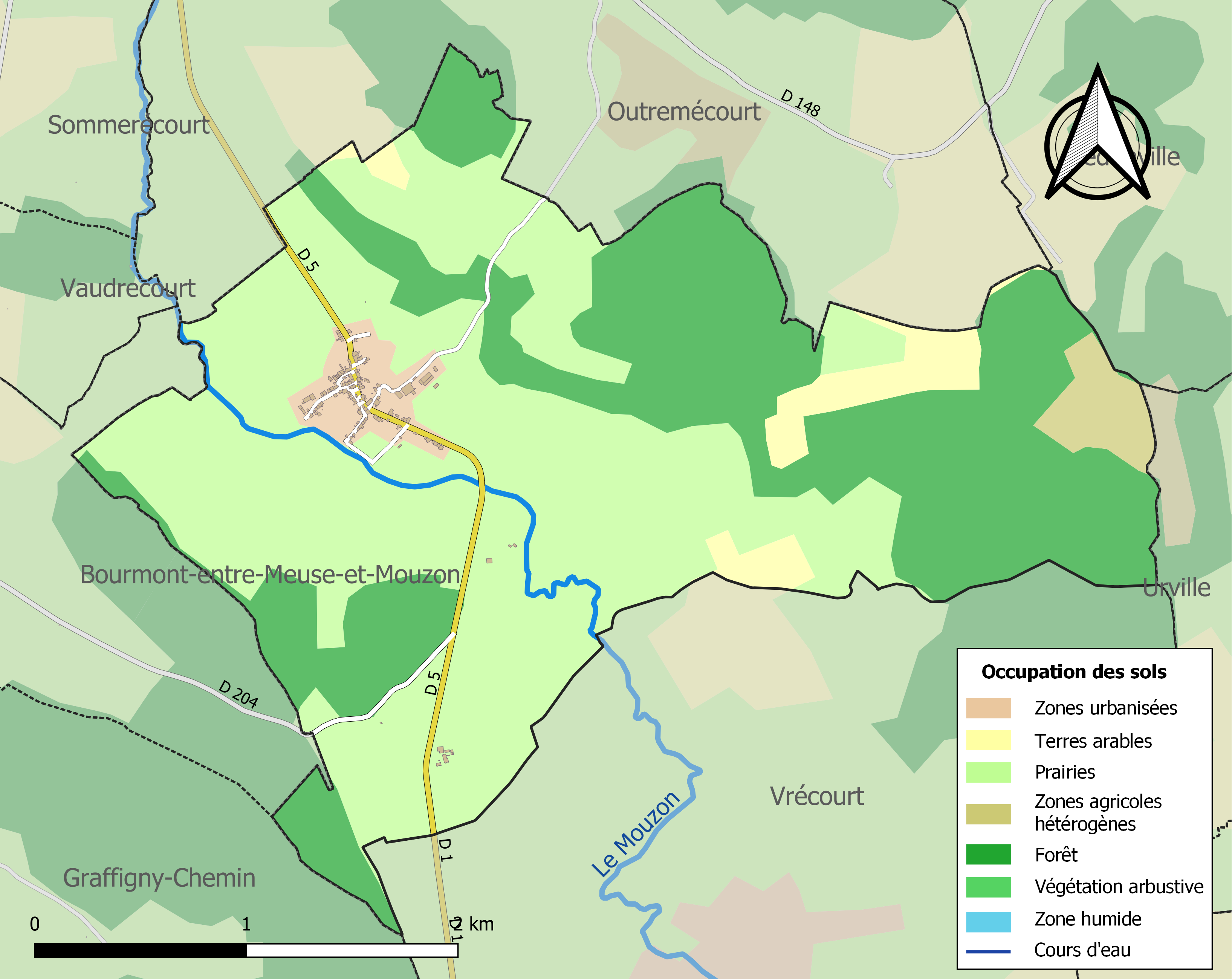
Carte des infrastructures et de l'occupation des sols de la commune en 2018 (CLC).

## Histoire
Sur le site de la commune s'élevait autrefois la citadelle et la ville de la Mothe-en-Bassigny, appartenant au comté de Bar et ensuite au duché de Lorraine. Elle a été fondée à l'emplacement d'un château fort qui existait déjà, en juillet 1258 par une charte accordée par le comte de Bar Thiébaut II, qui accorda les droits de bourgeoisie et divers privilèges à tous ceux qui y habiteraient. C'est sous Thibaut II (1240-1291) que le comté de Bar atteint son apogée. Le bastion Saint-Nicolas est à l'altitude de 504 m, dominant de 190 m la rivière du Mouzon.
La forteresse et la ville furent détruites en 1645. En effet, après le siège de Nancy livré à l'armée française sous le commandement du Duc de La Force par la duc de Lorraine Charles IV par le traité de Charmes le 20 septembre 1633, La Mothe avait succombé le 26 juillet 1634 après un siège de plusieurs mois et le Maréchal-Duc de La Force y était entré. Le Duc de Lorraine Charles IV, récupère La Mothe par le traité de Saint-Germain du 21 mars 1641. La paix de Saint-Germain ne dure pas même quatre mois car Charles IV, dont les traits de son caractère sont le manque de loyauté et la mauvaise foi, se précipite à Sedan dans le camp des Espagnols.
La France l'en punit en enlevant les dernières places qui pouvaient servir à maintenir l'indépendance de la Lorraine. En 1642 une petite armée française vient bloquer la Mothe, mais le duc venu à son secours la bat à Liffol-le-Grand. En 1644, un protégé de Mazarin, Pierre Magalotti, revient assiéger La Mothe.  La place forte se défendit sept mois (6 décembre 1644 au 5 juillet 1645). Magalotti fut tué, mais le marquis de Valleroy, qui le remplaça, obligea la place à capituler. La garnison, que commandait Cliquot, eut la vie sauve, mais contrairement aux assurances données, les bourgeois furent obligés de s'expatrier et la place forte, comme la ville (dont l'église collégiale) à l'intérieur, furent rasées. Les troupes lorraines n'avaient fait aucune tentative pour débloquer la place forte, dont la chute soulagea plutôt les villages voisins qui avaient souffert des brigandages de la garnison.

## Politique et administration

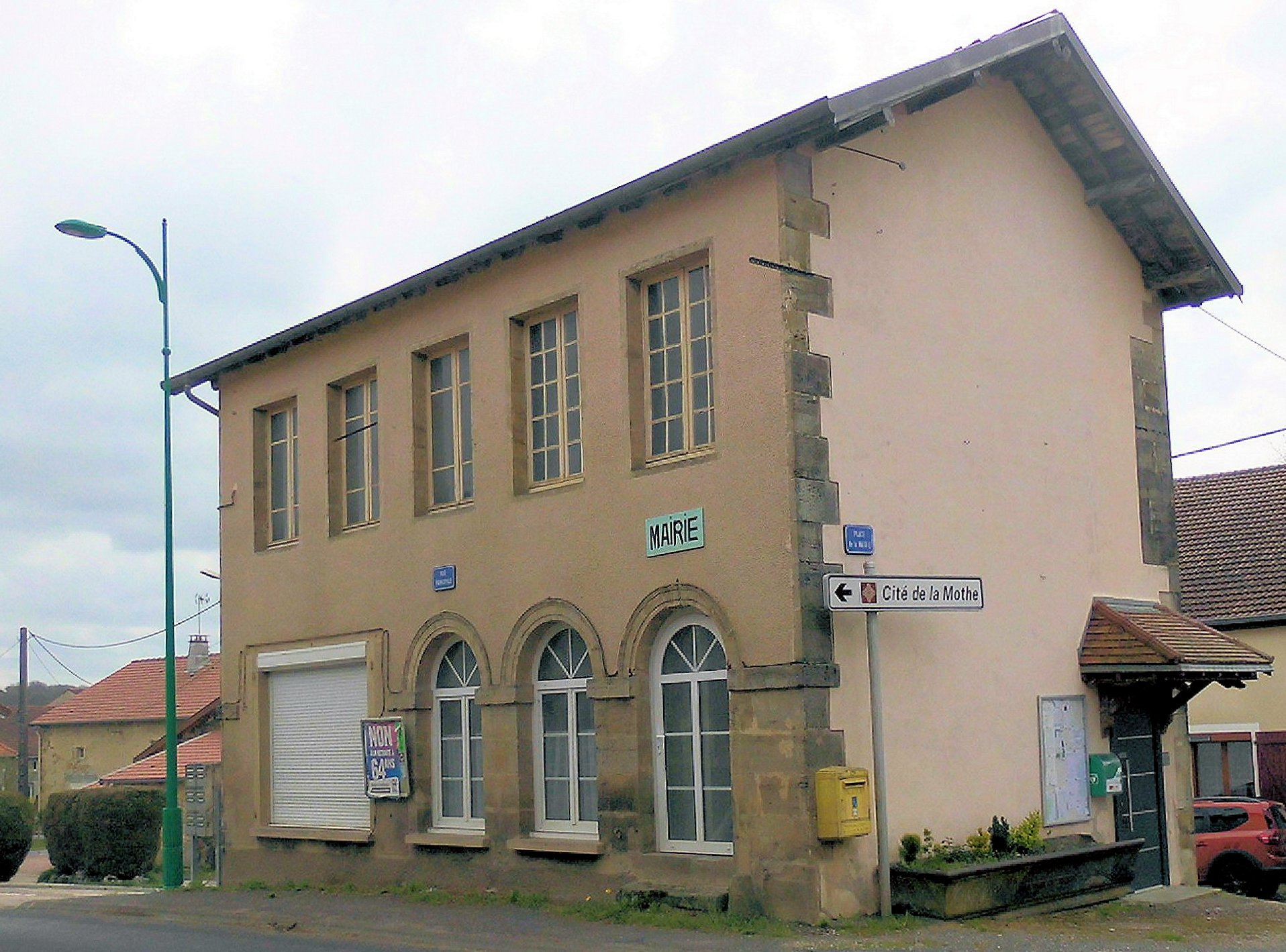
La mairie.

| Période                                  | Période  | Identité          | Étiquette | Qualité |
| ---------------------------------------- | -------- | ----------------- | --------- | ------- |
| mars 2001                                | En cours | François Chapitel |           |         |
| Les données manquantes sont à compléter. |          |                   |           |         |

## Population et société

### Démographie

#### Évolution démographique
L'évolution du nombre d'habitants est connue à travers les recensements de la population effectués dans la commune depuis 1793. Pour les communes de moins de 10 000 habitants, une enquête de recensement portant sur toute la population est réalisée tous les cinq ans, les populations de référence des années intermédiaires étant quant à elles estimées par interpolation ou extrapolation. Pour la commune, le premier recensement exhaustif entrant dans le cadre du nouveau dispositif a été réalisé en 2008.

En 2022, la commune comptait 98 habitants, en stagnation par rapport à 2016 (Haute-Marne : −4,62 %, France hors Mayotte : +2,11 %).
| 1793 | 1800 | 1806 | 1821 | 1831 | 1836 | 1841 | 1846 | 1851 |
| ---- | ---- | ---- | ---- | ---- | ---- | ---- | ---- | ---- |
| 413  | 475  | 481  | 500  | 513  | 512  | 515  | 499  | 486  |

| 1856 | 1861 | 1866 | 1872 | 1876 | 1881 | 1886 | 1891 | 1896 |
| ---- | ---- | ---- | ---- | ---- | ---- | ---- | ---- | ---- |
| 390  | 412  | 407  | 403  | 414  | 390  | 376  | 377  | 356  |

| 1901 | 1906 | 1911 | 1921 | 1926 | 1931 | 1936 | 1946 | 1954 |
| ---- | ---- | ---- | ---- | ---- | ---- | ---- | ---- | ---- |
| 348  | 322  | 299  | 227  | 221  | 224  | 217  | 213  | 195  |

| 1962 | 1968 | 1975 | 1982 | 1990 | 1999 | 2006 | 2008 | 2013 |
| ---- | ---- | ---- | ---- | ---- | ---- | ---- | ---- | ---- |
| 150  | 158  | 162  | 138  | 122  | 92   | 100  | 102  | 100  |

| 2018 | 2022 | - | - | - | - | - | - | - |
| ---- | ---- | - | - | - | - | - | - | - |
| 97   | 98   | - | - | - | - | - | - | - |

## Lieux et monuments

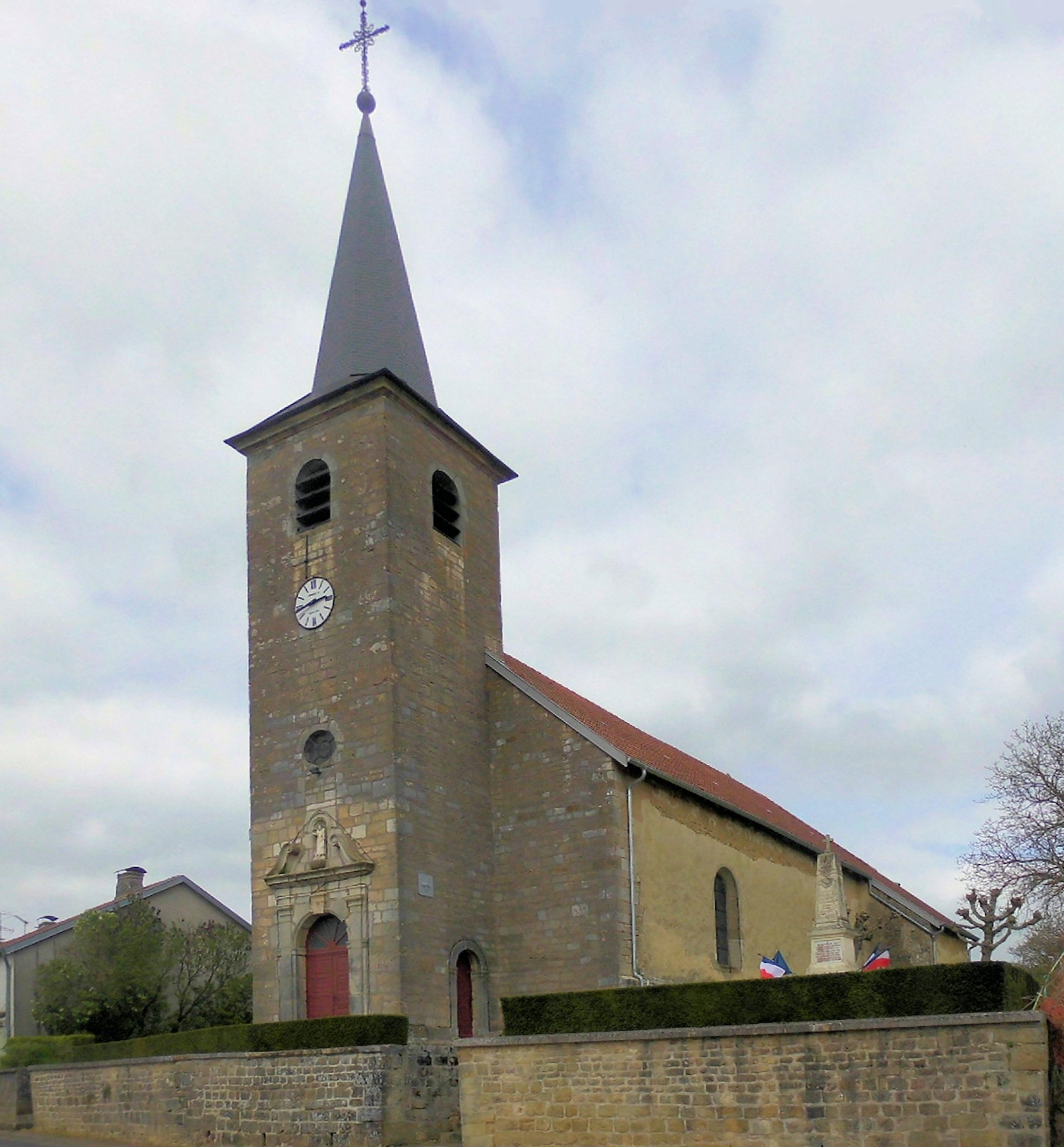
L'église Saint-Léger.

- Église Saint-Léger.

## Personnalités liées à la commune
- Irénée Thériot, né à Soulaucort en 1859 et mort à Fointaine-la-Mallet (Seine-Inférieure) le 25 mars 1945, était un bryologiste. Il publia avec Jules Cardot[20].